# Стантонберг (Северна Каролина)
Стантонберг (енгл. Stantonsburg) град је у америчкој савезној држави Северна Каролина.

## Демографија
По попису из 2010. године број становника је 784, што је 58 (8,0%) становника више него 2000. године.
| Група             | 2000.       | 2010.       |
| Белци             | 400 (55,1%) | 379 (48,3%) |
| Афроамериканци    | 299 (41,2%) | 356 (45,4%) |
| Азијати           | 0 (0,0%)    | 1 (0,1%)    |
| Хиспаноамериканци | 23 (3,2%)   | 44 (5,6%)   |
| Укупно            | 726         | 784         |